# Gabriel Brunet de Sairigné
Gabriel Marie Paul Louis Brunet de Sairigné (9 febrer 1913, París - 1 març 1948 Indoxina francesa) fou un oficial de la Legió Estrangera francesa.

## Biografia
Entrà a l'École Spéciale Militaire de Saint-Cyr el 1933. A l'inici de la Segona Guerra Mundial, és destinat a la 13a Demi-Brigade de la Legió Estrangera (DBLE) abans que s'enviés a l'expedició de Narvik. Amb la meitat del seu regiment, va optar per seguir el general de Gaulle i es va unir a les forces franceses lliures. Després va romandre amb la 13a semibrigada durant tota la guerra, des del nord d'Àfrica fins a Itàlia, i després a la Provença. Com a comandant de batalló al comandament d'un grup de batalla, va ser un dels principals actors en l'alliberament d'Autun el 9 de setembre de 1944.
El 21 d'agost de 1946 va prendre el comandament de la 13a Semi Brigada de la Legió Estrangera a la Indoxina francesa i així es va convertir, als trenta-tres anys, en el comandant de cos més jove de l'exèrcit francès. Va romandre així fins a la seva mort l'1 de març de 1948, en un comboi emboscat a la carretera de Dalat prop de Lagnia Biên Hòa (Vietnam).